# Randy Brooks
Randy Brooks (Sanford, 15 maart 1919 - aldaar, 21 maart 1967) was een Amerikaanse jazz-trompettist en leider van een swing-bigband. 
Brooks speelde vanaf zijn zesde trompet om met zijn ouders in het Leger des Heils te spelen. Toen hij elf was toerde hij met Rudy Vallee. Na highschool ging hij in 1937 naar New York om als muzikant te werken. Hij speelde onder meer bij Claude Thornhill, Art Jarrett en Les Brown, in 1944 begon hij een eigen band. De componist John Benson Brooks (geen familie) werkte er als arrangeur. In 1946 speelde een jonge Stan Getz in het orkest. Hij had verschillende hits voor Decca, waaronder "Tenderly" en "Harlem Nocturne". In de jaren erna werd het allemaal minder, het tijdperk van de bigbands liep ten einde. In 1949 huwde hij de bandleidster Ina Ray Hutton en ging met haar in Los Angeles wonen. Door een beroerte kwam later een einde aan zijn muzikale loopbaan. Brooks kwam om het leven bij een brand in zijn ouderlijk huis in Sanford.

## Discografie
- Randy Brooks and His Orchestra 1945-1947, Circle, 1995
- More 1945-1947, Circle, 1993
- Golden Trumpet of Randy Brooks & His Orchestra Live 1945-1947 Roseland Ballroom NYC, Jazz Hour, 1996